# Сад или никад (албум)
Сад или никад је једанаести студијски албум фолк певачице Анице Миленковић, издат 2004. године за Гранд продакшн. Овај албум је потпуна промена ка турбофолку, и песма Сад или никад представљена је у Гранд паради са провокативном кореографијом, и постала је велики клупски хит. Овај албум је донео певачици нову млађу публику, и на неки начин оживео њену каријеру нако деведесетих. Пратеће вокале певале су Александра Радовић, Нена Ђуровић и Леонтина. На албуму је радио хармоникаш Славко Стефановић Славкони, отац певача Јоце Стефановића.

## Списак песама
| №  | Назив                    | Текст             | Музика                     | Трајање |  |
| 1. | Сад или никад            | Велибор Вучуровић | Славко Стефановић Славкони | 3:14    |  |
| 2. | Ко да беше јуче          | Велибор Вучуровић | Славкони                   | 3:27    |  |
| 3. | Као некад                | Ацо Бабић         | Ацо Бабић                  | 3:22    |  |
| 4. | Три пута сам те проклела | Стева Симеуновић  | Стева Симеуновић           | 3:04    |  |
| 5. | Учим да заборавим        | Стева Симеуновић  | Стева Симеуновић           | 4:10    |  |
| 6. | Два на једнога           | Маринко Ципирипи  | Маринко Ципирипи           | 2:55    |  |
| 7. | Љуби ме                  | Драган Пејић Пеја | Драган Пејић Пеја          | 3:20    |  |
| 8. | Мали                     | Маринко Ципирипи  | Маринко Ципирипи           | 2:45    |  |
| 9. | Шај, лај, лај            | Стева Симеуновић  | Александра Павловић        | 2:55    |  |